# Pretório

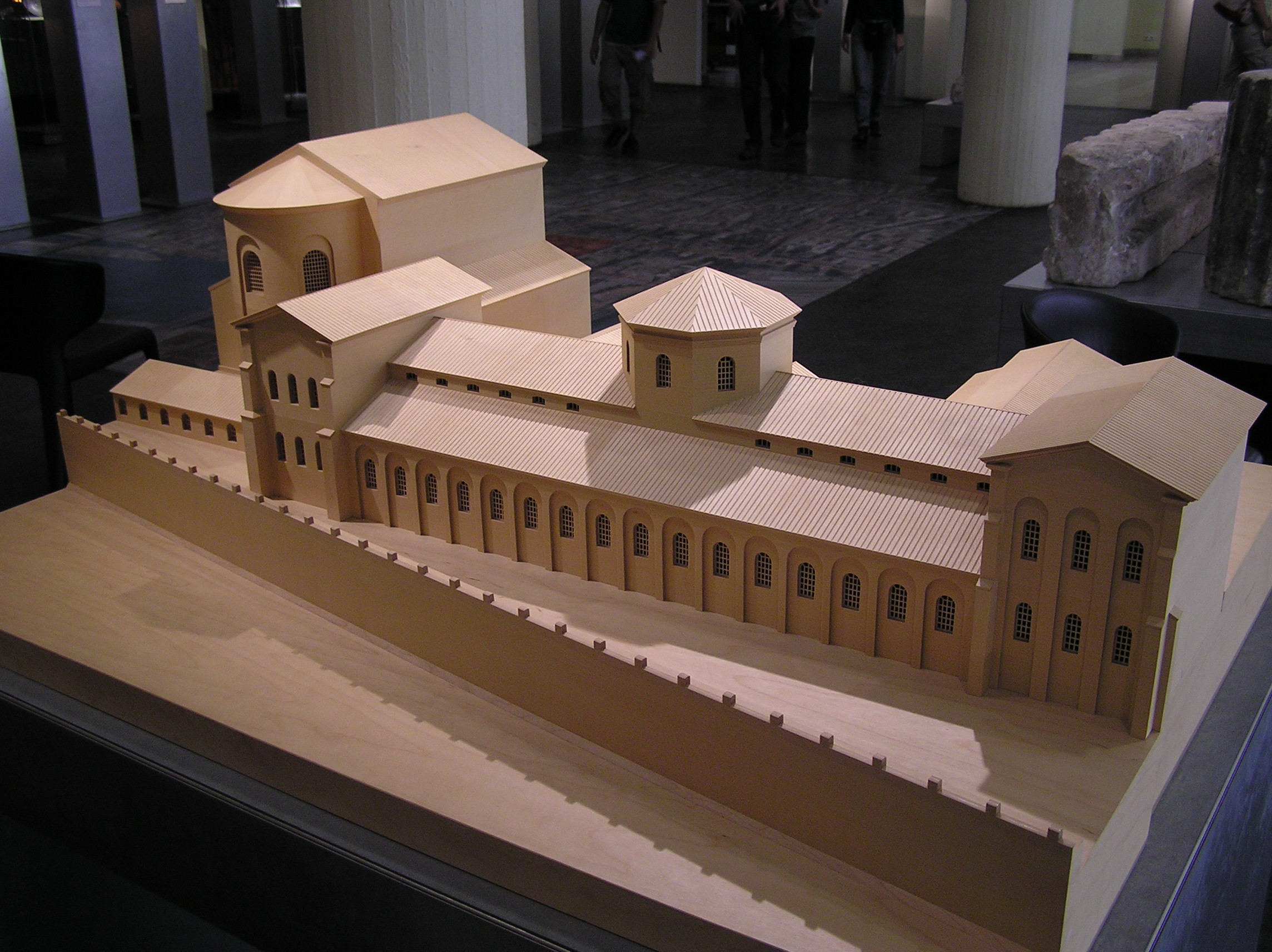
Modelo do pretório de Colônia. Com uma área construída de mais de 3 hectares, ele deve ter sido um dos maiores edifícios da Germânia Inferior.

O pretório (em latim: prætorium) era, originalmente, o nome da tenda ou residência do comandante nas fortificações da Roma Antiga, um castro ou castelo (castellum). Posteriormente, pretório passou a designar a residência do procurador romano (governador) de uma província romana, adquirindo assim um sentido administrativo e jurídico que se preservou até o Império Bizantino, onde o pretório (πραιτώριον:praitōrion) era a residência do governador da cidade. O termo também podia designar o quartel-general do imperador romano quando em campanha.
Pretor ("líder") era originalmente o título do oficial civil de mais alta patente na República Romana, se tornando posteriormente uma posição abaixo do cônsul. A guarda pessoal de um general romano era conhecida como coorte pretorial (cohors prætoriæ), de onde se originou a guarda pretoriana, a guarda pessoal do imperador.

## Sentido bíblico
No Novo Testamento, foi no pretório de Pôncio Pilatos, procurador romano da província da Judeia, que Jesus foi julgado e condenado à morte.